# スノウ・パトロール
スノウ・パトロール（Snow Patrol）は、スコットランド・グラスゴーを主な活動拠点とする、北アイルランド人とスコットランド人の混成ロック・バンドである。

## 来歴
1994年にダンディー大学の学生だったメンバーが出会って意気投合し結成に至る。結成当時の名前はポーラー・ベアーだったが、この名前がすでに使われていたため現在のバンド名となった。
1998年にファースト・アルバム『Songs For Polar Bears』、2001年にセカンド・アルバム『When It's All Over We Still Have To Clear Up』の2枚のアルバムをリリースするもののこの時点では、インディーズレーベルに所属するマイナーなバンドで大きな注目は浴びず、アルバム、シングルも全てチャート100位以下だった。
2003年、レーベル先をポリドールに移しメジャー移籍後最初のアルバムとなった『ファイナル・ストロー』が全英チャートで3位にランクイン。そこからのセカンド・シングル「Run」はラジオで頻繁に流れ、各プレスから絶賛を受ける。その結果、アルバムはイギリスで150万枚、アメリカで50万枚を越えるヒットを記録した。
2005年3月、他のメンバーとの人間関係の悪化を理由に、結成時から所属していたベーシストのマーク・マクレランドが解雇通告され脱退、代わってポール・ウィルソンが加入。4月にはサポートメンバーとして長年活動してきたキーボーディストのトム・シンプソンが加入し5人編成となる。この年はU2のヨーロッパ・ツアーの前座を務めたほか、LIVE 8にも出演した。
2006年5月、通算4枚目となるアルバム『アイズ・オープン』が発売。全英チャートで遂に念願の1位を獲得する。更にセカンド・シングル「Chasing Cars」がアメリカで放送中の人気テレビドラマ『グレイズ・アナトミー 恋の解剖学』の中で起用された効果があって、ビルボードチャートで最高5位にランクインした（日本でもフジテレビ『テラスハウス』エンディング曲として使用された）。イギリス出身のバンドが同チャートのトップ5入りしたのは、1993年にデュラン・デュランが「Ordinary World」で3位に入って以来13年ぶりの快挙となり、その知名度の上昇と共に、アメリカでの本格的な成功を収めた。この曲はオーストラリアとシンガポールのチャート、そしてアメリカのiTunes Storeダウンロードチャートでは1位を獲得している。
2007年、映画『スパイダーマン3』に「Signal Fire」を提供。2007年7月7日、ライブ・アース・ロンドン会場に出演。その翌日、T in the Parkでもヘッドライナーを務める。
2023年9月、ドラマーのジョニー・クインとベーシストのポール・ウィルソンの脱退が発表された。

## メンバー
現メンバー
- ギャリー・ライトボディ（Gary Lightbody）- ボーカル、ギター
- ネイサン・コノリー（Nathan Connolly）- ギター、コーラス
- ジョニー・マクデイド（Johnny McDaid）- キーボード、ギター、コーラス

旧メンバー
- マーク・マクレランド（Mark McClelland）- ベース、キーボード、ピアノ
- マイケル・モリソン（Michael Morrison）- ドラム
- トム・シンプソン（Tom Simpson）- キーボード、ピアノ、サンプリング
- ポール・ウィルソン（Paul Wilson）- ベース、コーラス
- ジョニー・クイン（Jonny Quinn）- ドラムス

## ディスコグラフィ

### スタジオ・アルバム
- Songs For Polar Bears (1998年)
- When It's All Over We Still Have To Clear Up (2001年)
- 『ファイナル・ストロー』 - Final Straw (2004年)
- 『アイズ・オープン』 - Eyes Open (2006年)
- 『ア・ハンドレッド・ミリオン・サンズ』 - Hundred Million Suns (2008年)
- 『フォールン・エンパイアズ』 - Fallen Empires (2011年)
- Wildness (2018年)
- The Forest Is the Path (2024年)

### コンピレーション・アルバム
- 『アップ・トゥ・ナウ』 - Up to Now (2009年)
- Greatest Hits (2013年)
- Reworked (2019年)